# (31793) 1999 LB6
1999 أل بي 6 (ويعرف أيضًا باسم (31793) 1999 أل بي 6 وفق تسمية الكوكب الصغير) (بالإنجليزية: 1999 LB6)‏ هو كويكب ضمن حزام الكويكبات؛ وترتيبه 31793 من حيث الاكتشاف.
اكتُشف هذا الجُرم الفلكي بواسطة بحث لنكولن عن الكويكبات القريبة من الأرض في 11 يونيو 1999.

## وصلات خارجية
- (31793) 1999 LB6 في قاعدة بيانات مختبر الدفع النفاث لأجرام النظام الشمسي الصغيرة

- الاكتشاف · مخطط المدار ·  العناصر المدارية · المعلمات المادية

- (31793) 1999 LB6 على موقع ويكي سكاي: DSS2, SDSS, GALEX, IRAS, Hydrogen α, X-Ray, Astrophoto, Sky Map, Articles and images